# ダイワロイネットホテル徳島駅前
ダイワロイネットホテル徳島駅前（ダイワロイネットホテルとくしまえきまえ、Daiwa Roynet　Hotel Tokushimaekimae）は、徳島県徳島市寺島本町東にあるダイワロイネットホテルズのホテルである。2015年10月21日開業。

## 概要
2013年（平成25年）7月21日に閉店したとくしまCITYの跡地に、JR徳島駅から直ぐの立地である利便性を活用すべくホテル建設を予定していることが同年11月28日に明らかとなり、地権者との調整が進められることになった。
2015年（平成27年）10月21日にオープンし、宿泊室数は徳島駅周辺のホテルでは2番目の規模を誇る。地上9階建てで1階2階部分はテナントが入る。とくしまCITYの時代から入居している徳バス観光サービス徳島駅前営業所が1階にある。

## 客室
- スタンダードルーム
- レディースルーム
- モデレートルーム
- スーペリアルーム
- ハリウッドツインルーム
- コーナーツインルーム
- ユニバーサルツインルーム

## 設備
1F
- ジェイアール四国バス徳島バスプラザ
- 徳バス観光サービス徳島駅前高速バスチケットセンター
- 徳バス観光サービス徳島駅前営業所
- セブンイレブン徳島ダイワロイネットホテル店

2F
- HIDEKURA（日出蔵）

## アクセス
- 鉄道
  - JR徳島駅より徒歩1分。
- 自動車
  - 徳島自動車道「徳島インターチェンジ」より約5km、車で約15分。